# Mythimna deserticola
Mythimna deserticola är en fjärilsart som beskrevs av Max Bartel 1902. Mythimna deserticola ingår i släktet Mythimna och familjen nattflyn. Inga underarter finns listade i Catalogue of Life.